# نوريشيو نيفيلد
نوريشيو نيفيلد (بالهولندية: Norichio Nieveld)‏ (25 أبريل 1989 بسيرتوخيمبوس في هولندا - ) هو لاعب كرة قدم هولندي في مركزي الدفاع وقلب الدفاع. لعب مع إف سي آيندهوفن وبي إي سي زفوله وغو أهد إيغلز وفاينورد ونادي إكسلسيور.

## روابط خارجية
- نوريشيو نيفيلد على موقع قاعدة بيانات كرة القدم.إي يو (الإنجليزية)
- نوريشيو نيفيلد على موقع Soccerway.com (الإنجليزية)